# Kanda Myōjin

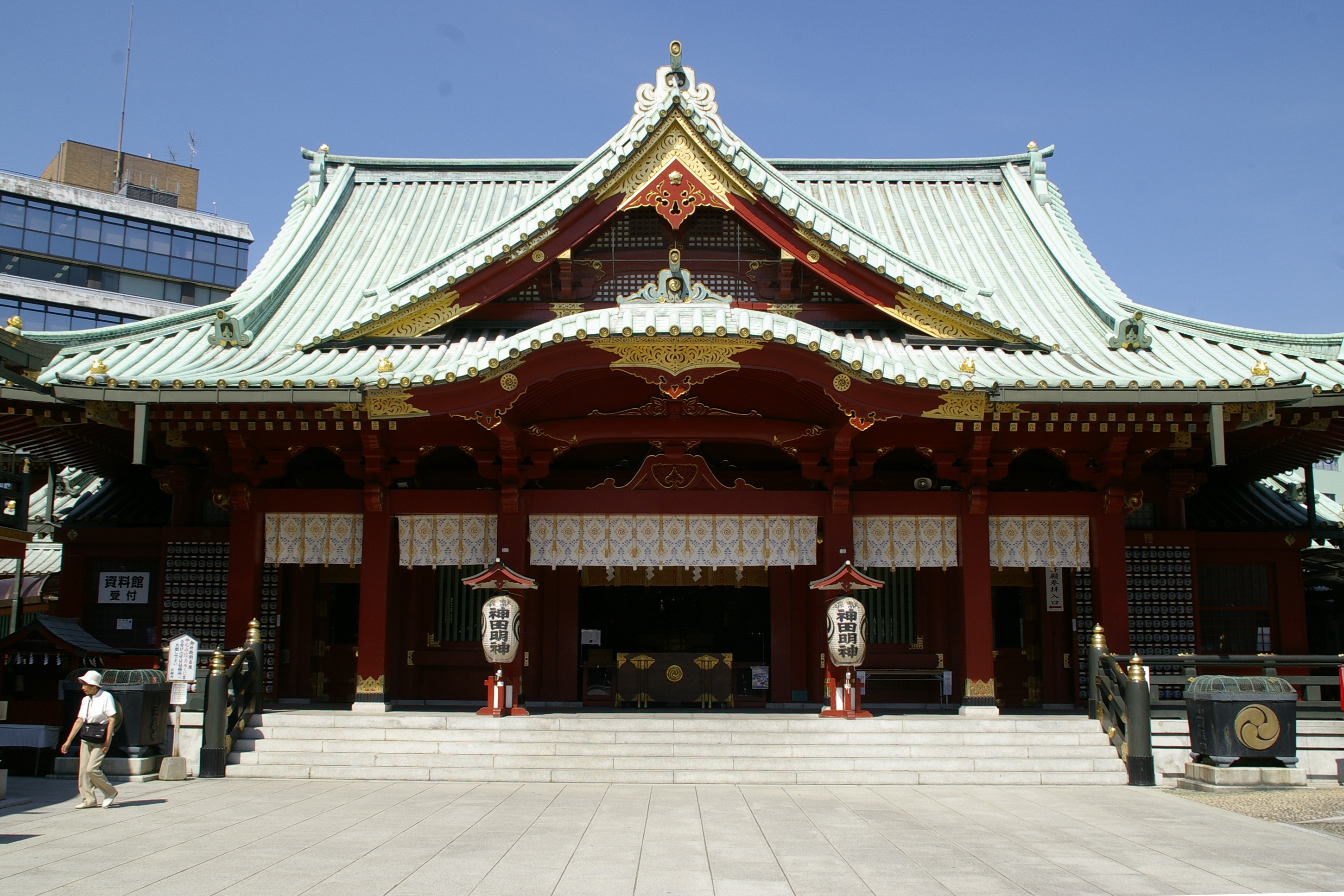
Honden (Haupthalle) des Kanda Myojin

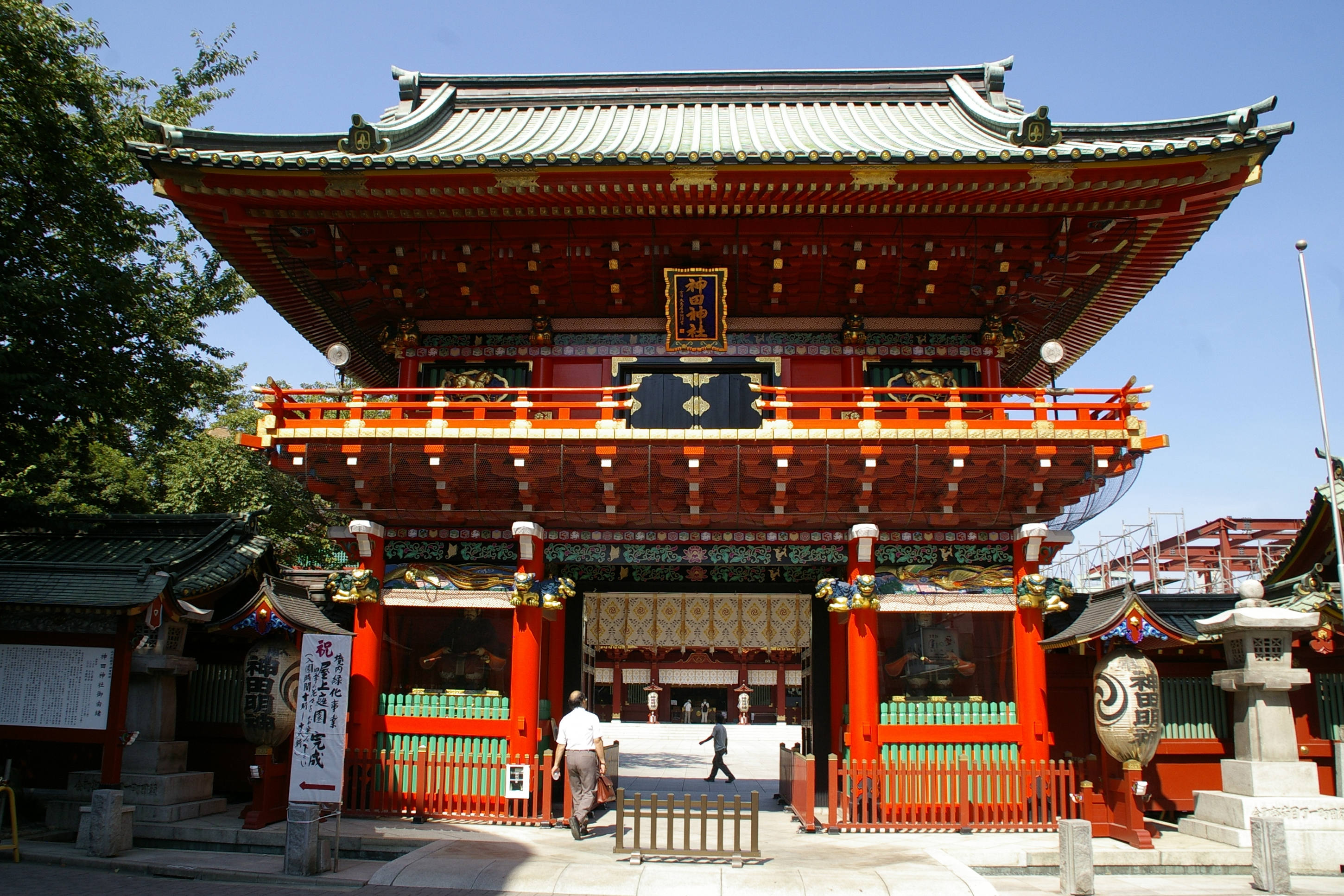
Zuishinmon

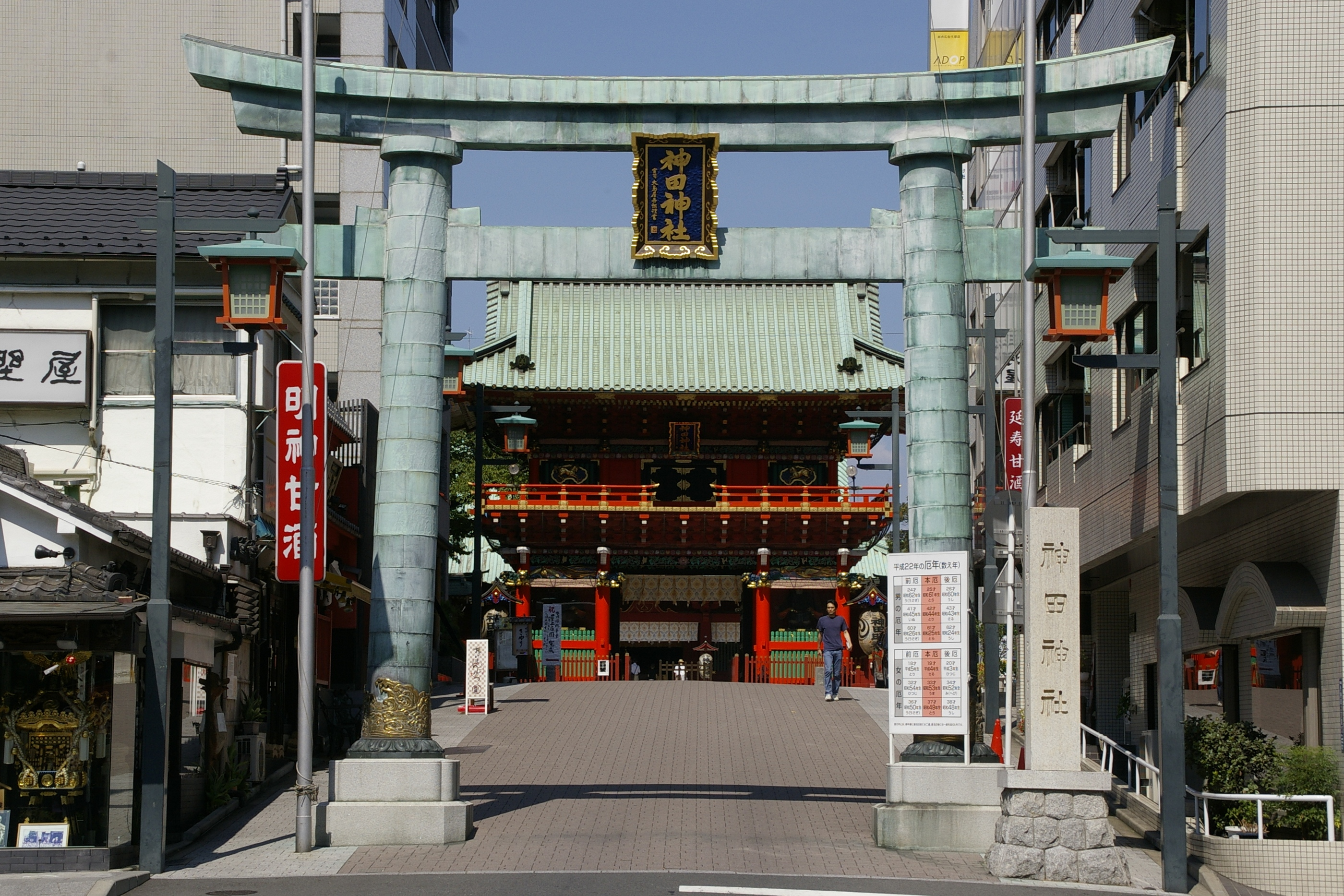
Torii aus Kupfer und das Zuishinmon

Der Kanda Myōjin (jap. 神田明神), auch Kanda-jinja genannt (jap. 神田神社), ist ein Shintō-Schrein im Stadtteil Soto-Kanda des Bezirks Chiyoda, Tokio. Die Geschichte des Schreins reicht bis in das Jahr 730 zurück. Er wurde mehrfach durch Feuer und Erdbeben zerstört und wieder aufgebaut. Er war einer der bedeutendsten Schreine der Edo-Zeit; sowohl für die Samurai als auch für normale Bevölkerung. Heute ist der Schrein ein Nationales Kulturgut und gehört zu den Tōkyō-jissha.

## Geschichte
Der Schrein wurde im Jahr 2 der Tenpyo-Ära (730 n. Chr.) im Fischerdorf Shibasaki (Nahe dem heutigen Bezirk Ōtemachi) gegründet. Im Jahr 1603 wurde der Schrein nach Kanda verlegt, damit er dichter an der Burg Edo (Vorgänger des heutigen Kaiserpalastes) liegt. 1616 erfolgte auf Befehl von Tokugawa Ieyasu erneut eine Verlegung an den heutigen Standort auf einem kleinen Hügel nahe Akihabara.
Der Schrein wurde während seiner Geschichte mehrfach durch Feuer und Erdbeben zerstört, zuletzt 1923 durch das große Kanto-Erdbeben. 1934 wurde er wieder aufgebaut; Die Gebäude wurden dieses Mal aus Beton errichtet. Durch diesen Umstand überstand er die Brandbombenangriffe auf Tokio während des Zweiten Weltkrieges. Einzelne Gebäuderekonstruktionen dauern bis zum heutigen Tag an.
1934 war nordöstlich hinter dem Schrein auch das Mitani-Chosaburo-Denkmal errichtet worden, das dann 1961, anlässlich einer Sanierung des Schreinbezirks, auf eine Stelle westlich des Schreins versetzt wurde.

## Architektur
Vor dem Schreingelände, direkt an der Straße steht ein Torii, das aus Kupfer gebaut wurde. Die grüne Patina macht es relativ unauffällig. Jedoch sind Torii aus Kupfer selten; damit ist es eine Besonderheit dieses Schreins.
Vom Torii führt eine Straße zum Eingang zum Schreingeländes. Hier steht ein zweigeschossiges Tor, das Zuishinmon. Das Tor wurde zuletzt 1995 aus Zypressenholz rekonstruiert. Das Dach ist im Irimoya-Stil gebaut. Die Hauptgebäude in ihrer jetzigen Form wurde 1923 bebaut. Es sind Rekonstruktionen von 1616 im Stil Gongen-Zukuri. Gebäude wie auch das Zuishinmo sind Zinnoberrot gestrichen und zeigen Goldornamente.
Auf dem Gelände stehen mehrere Statuen und Monumente; unter anderem eine Statue von Daikokuten, eine Skulptur von Ebusi wie er auf einer großen Welle reitet, sowie ein Monument zu Ehren von Zenigata Heiji (siehe Trivia).
In einem Nebengebäude steht ein Mikoshi, das alle zwei Jahre während des Kanda Matsuri gezeigt wird. Außerhalb des Matsuri kann es nicht besichtigt werden. Auf dem Gelände findet man ferner den Schrein Kanda Myōjin Suehiro Inari Jinja (神田明神末広稲荷神社).

## Eingeschreinte Kami
Im Kanda Myōjin sind drei Kami eingeschreint: Daikokuten, Ebisu und Taira no Masakado.
Daikokuten und Ebisu gehören zu den sieben Göttern des Glücks. Der Schrein ist daher ein beliebter Pilgerort von Geschäftsleuten, die hier für Wohlstand und wirtschaftlichen Erfolg beten.
Taira no Masakado, der dritte Kami, war ein Samurai, der gegen die Heian-Regierung rebellierte. Er ist eine zentrale Figur in der Geschichte des Kanda Myōjin. Nach seinem Tod im Jahr 940 wurde sein Kopf nach Shibaraki gebracht, wo er von der lokalen Bevölkerung für seine regierungskritische Haltung hoch geschätzt wurde. Sein Geist (Kami) wurde im Kanda Myōjin eingeschreint, damit sein Geist über die Gegend wacht. Schnell entstand das Gerücht, dass die Gegend mit Naturkatastrophen und Plagen strafen wird, wenn der Schrein nicht unterhalten wird und dadurch der Kami erzürnt wird. 
Es wird ferner erzählt, dass Tokugawa Ieyasu den Schrein an seine heutigen Ort verlegen ließ, da ihm die Nähe des mächtigen Kami unbehagen bereitete.
Während der Meiji-Periode wurde der Kanda Myōjin in die Gruppe der Tōkyō-jissha aufgenommen. Der Tenno zögerte mit dieser Entscheidung, da der Kami von Masakado als Symbol des Widerstands gegen die Regierung steht. Der Tenno verfügte daraufhin, dass der Kami aus dem Schrein entfernt wird. Der große Popularität von Masakado in der Bevölkerung sorgte jedoch dafür, dass der Geist nach dem Zweiten Weltkrieg in den Kanda Myōjin zurückgebracht wurde.

## Festivals
Das Kanda Matsuri ist eines der drei wichtigsten Shintofeste in Tokyo (die anderen beiden sind das Sannō Matsuri am Hie-jinja und das Fukagawa Matsuri am Tomioka Hachiman-gū in Kōtō). Seine Tradition beginnt im Jahr 1600 mit einem Fest, das Tokugawa Ieyasu anlässlich seines Sieges in der Schlacht von Sekigahara feierte. Das Fest hatte den Status einer Staatsfeier. Mikoshi (tragbare Schreine) wurden dabei in einer Parade in die Burg Edo betragen, sodass der Shogun die Feierlichkeiten beobachten konnte. Heutzutage findet das Fest in ungeraden Jahren am 15. Mai statt.
Das zweite Fest am Kanda Myōjin ist das Daikoku Matsuri im Januar, das über drei Tage geht.

## Trivia
Der Schrein ist Lieblingstreff von Zenigata Heiji, einem fiktiven Polizisten, der Verbrechen durch das Werfen von Münzgeld vereitelt. Heijis Wachbezirk ist Myōjinshita, was frei übersetzt „Bereich unterhalb des (Kanda) Myōjin“ bedeutet. Auf dem Schreingelände steht ihm zu Ehren ein Monument.
Unmittelbar westlich des südlichen Eingangs zum Schreingelände befindet sich das Traditionsunternehmen zur Herstellung von Amazake, Amanoya.

## Bilder

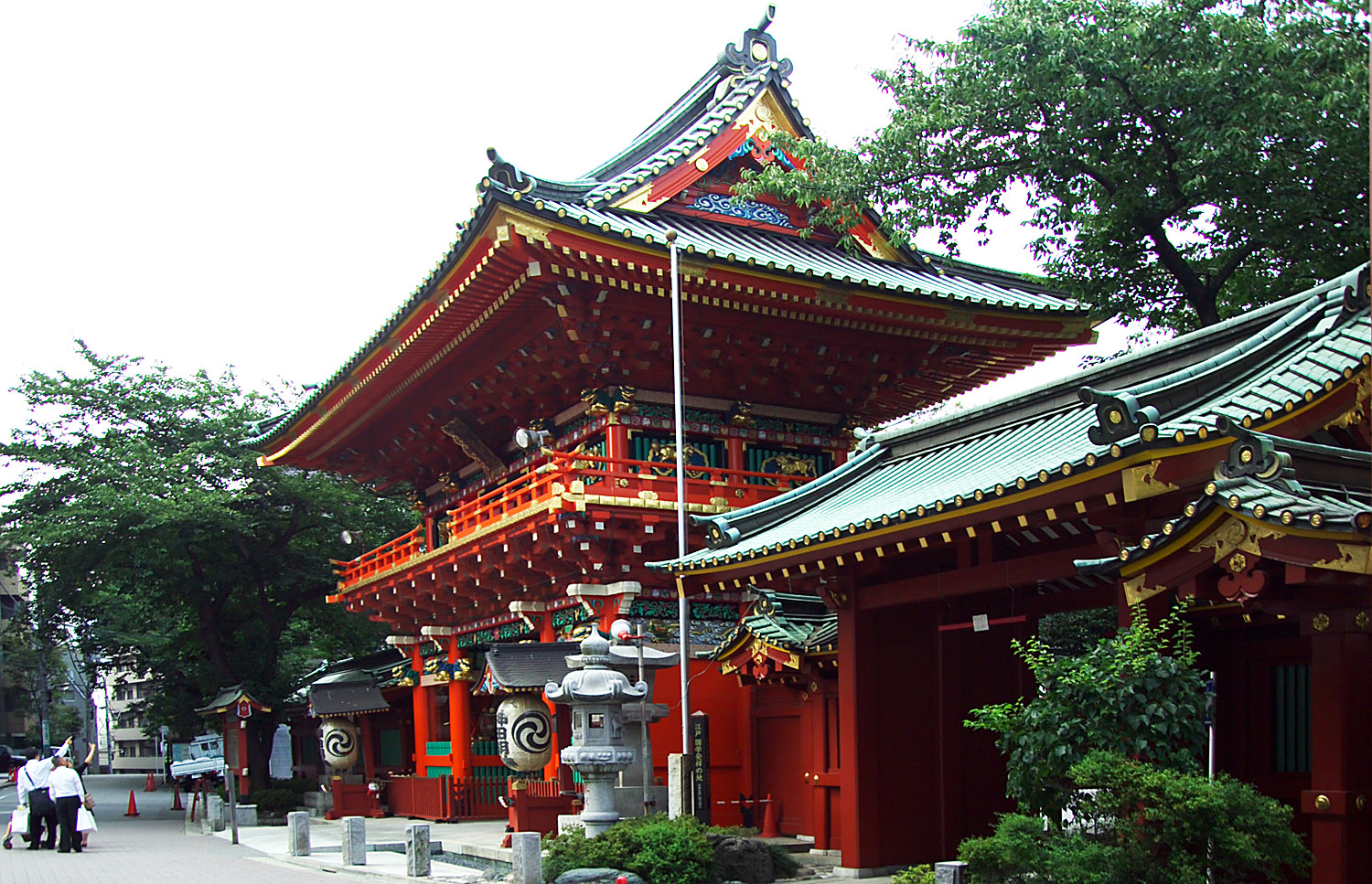
Zuishinmon
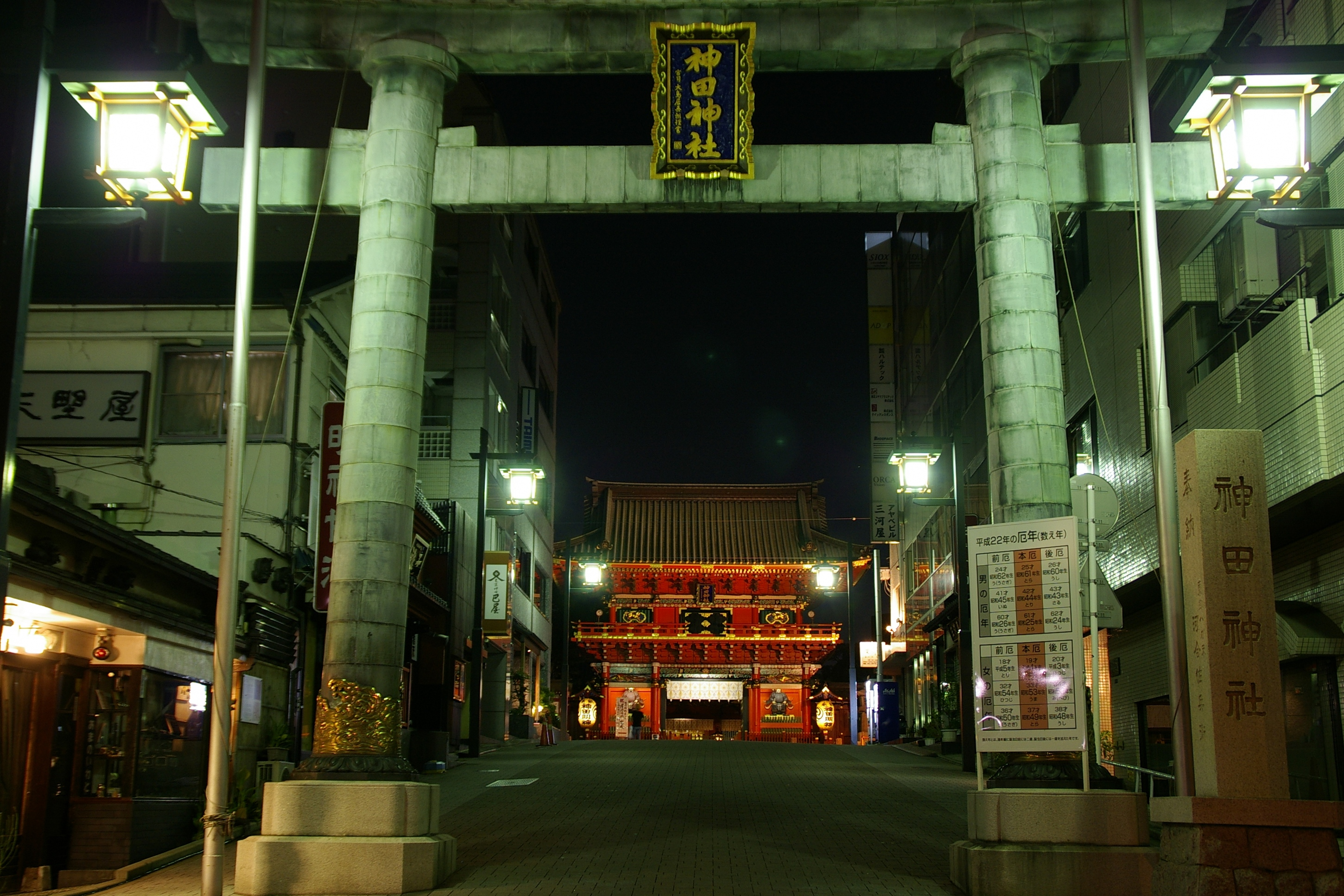
Torii und Zuishinmon bei Nacht
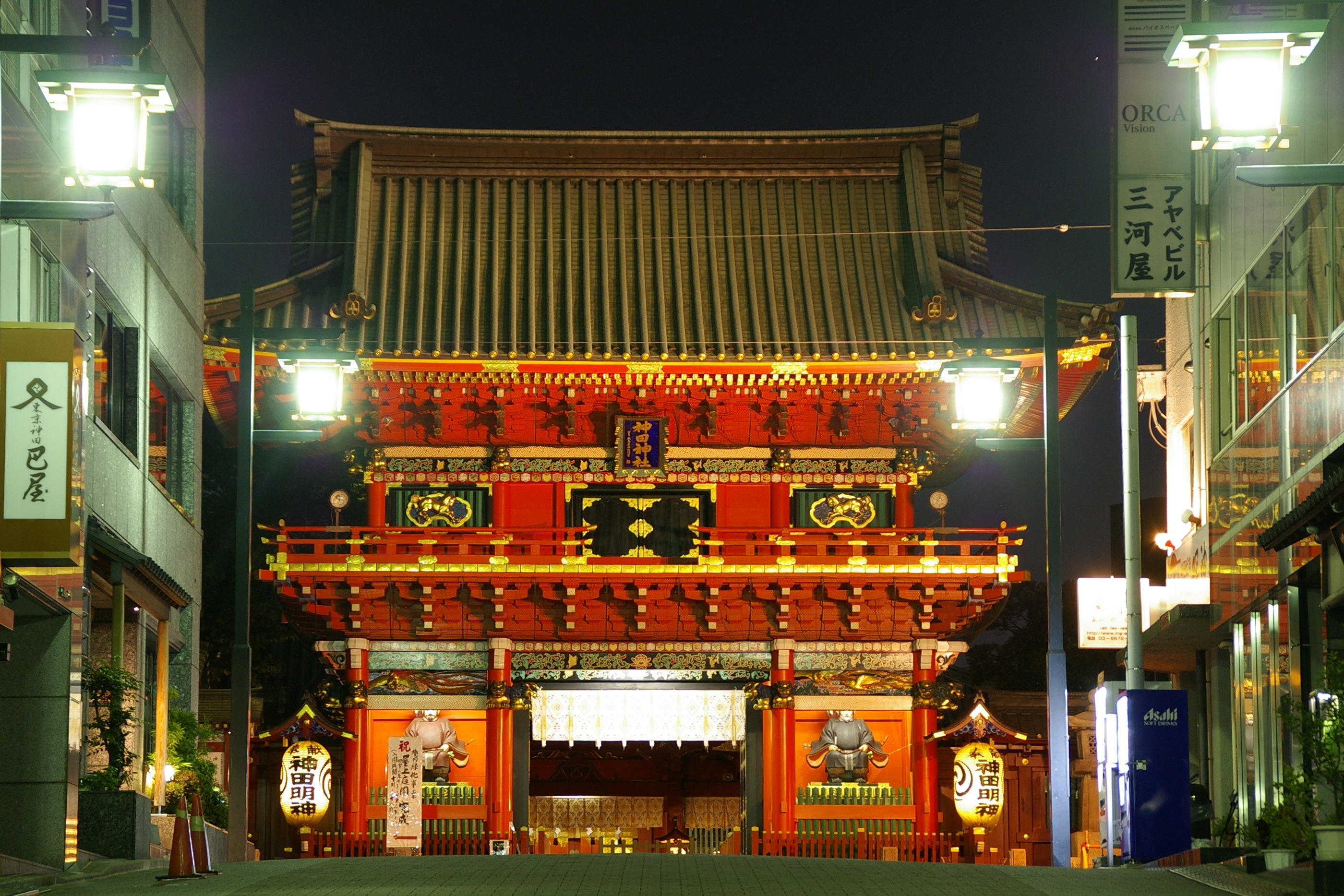
Zuishinmon bei Nacht
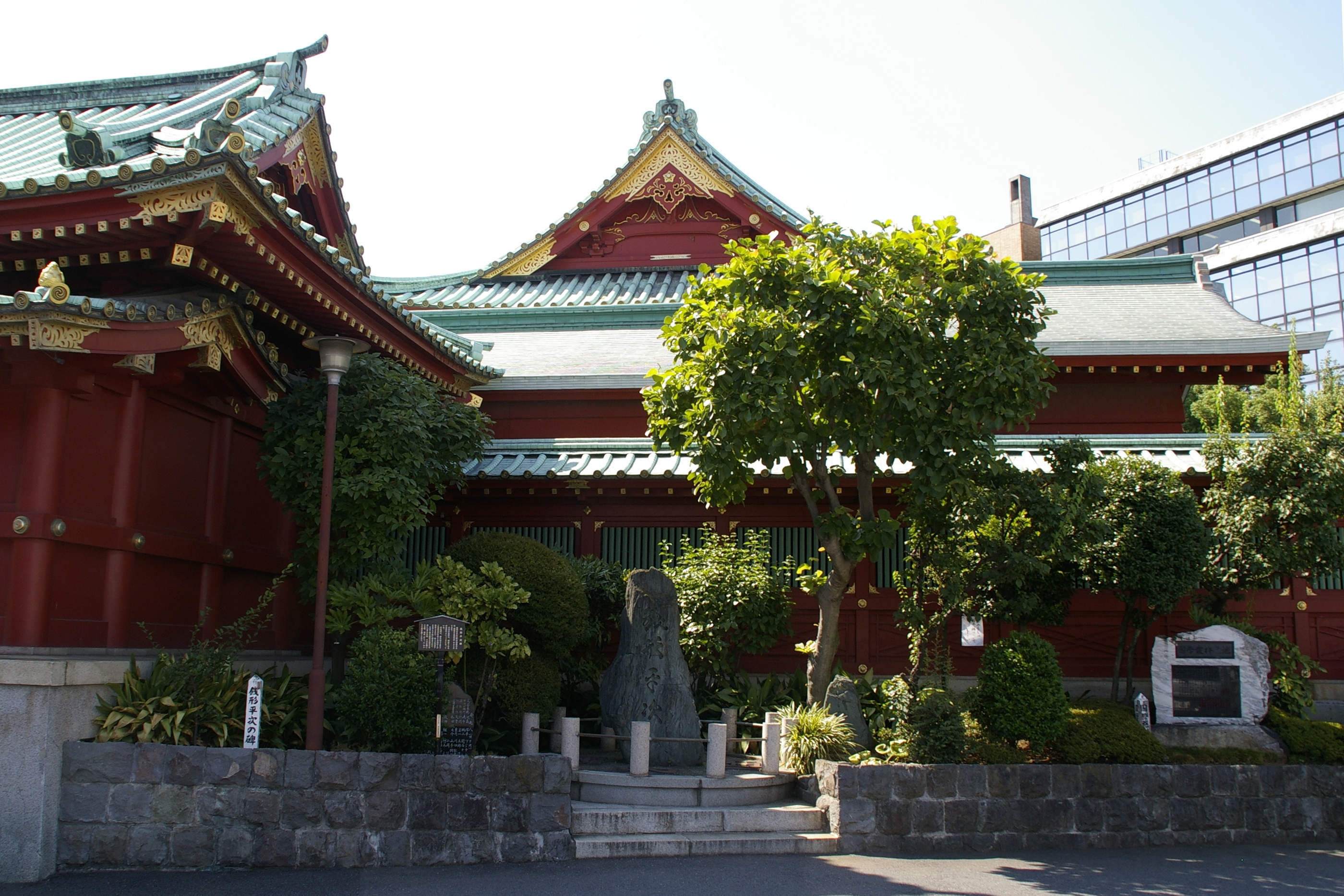
Monument für Zenigata Heiji
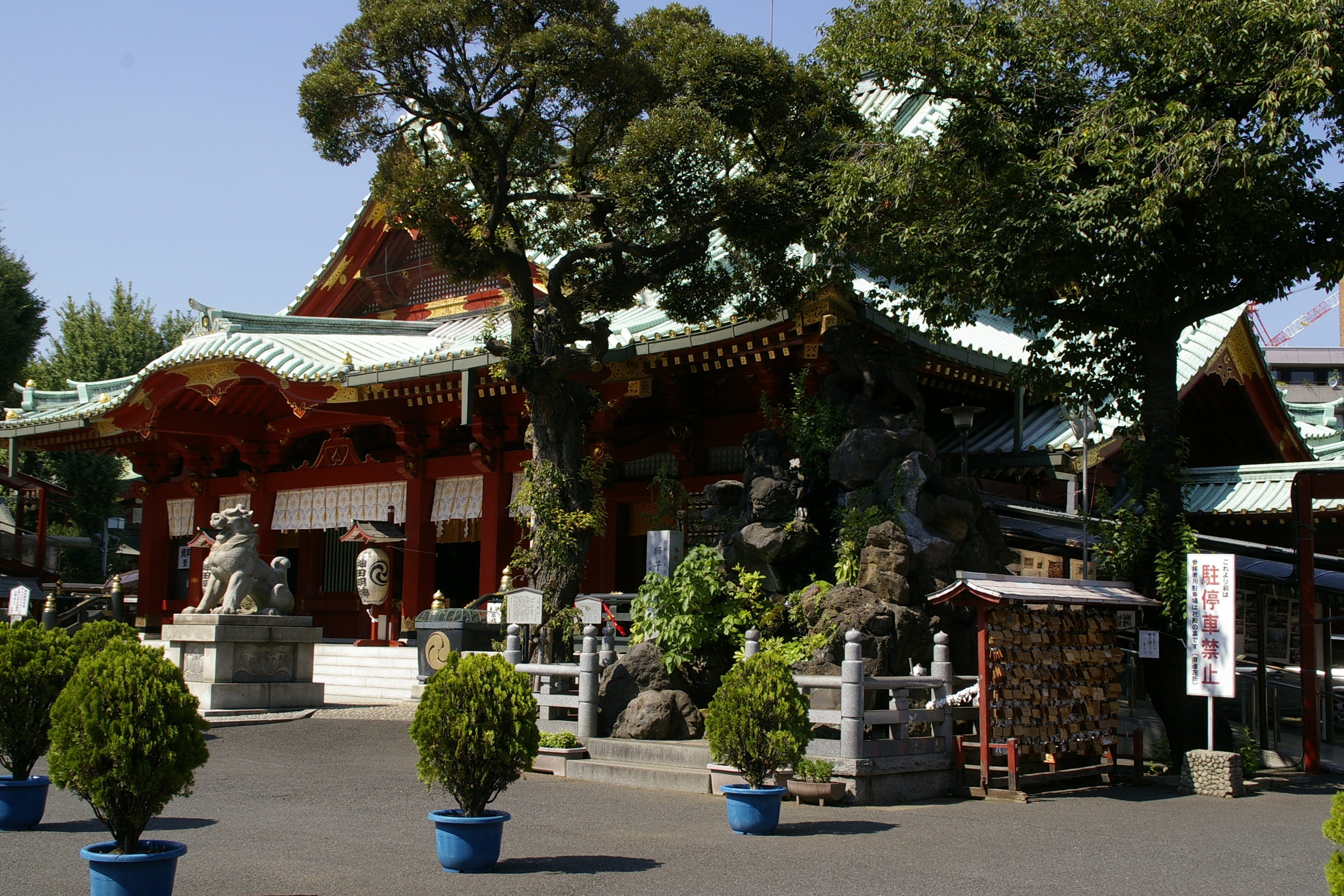
Honden und Votivtafeln
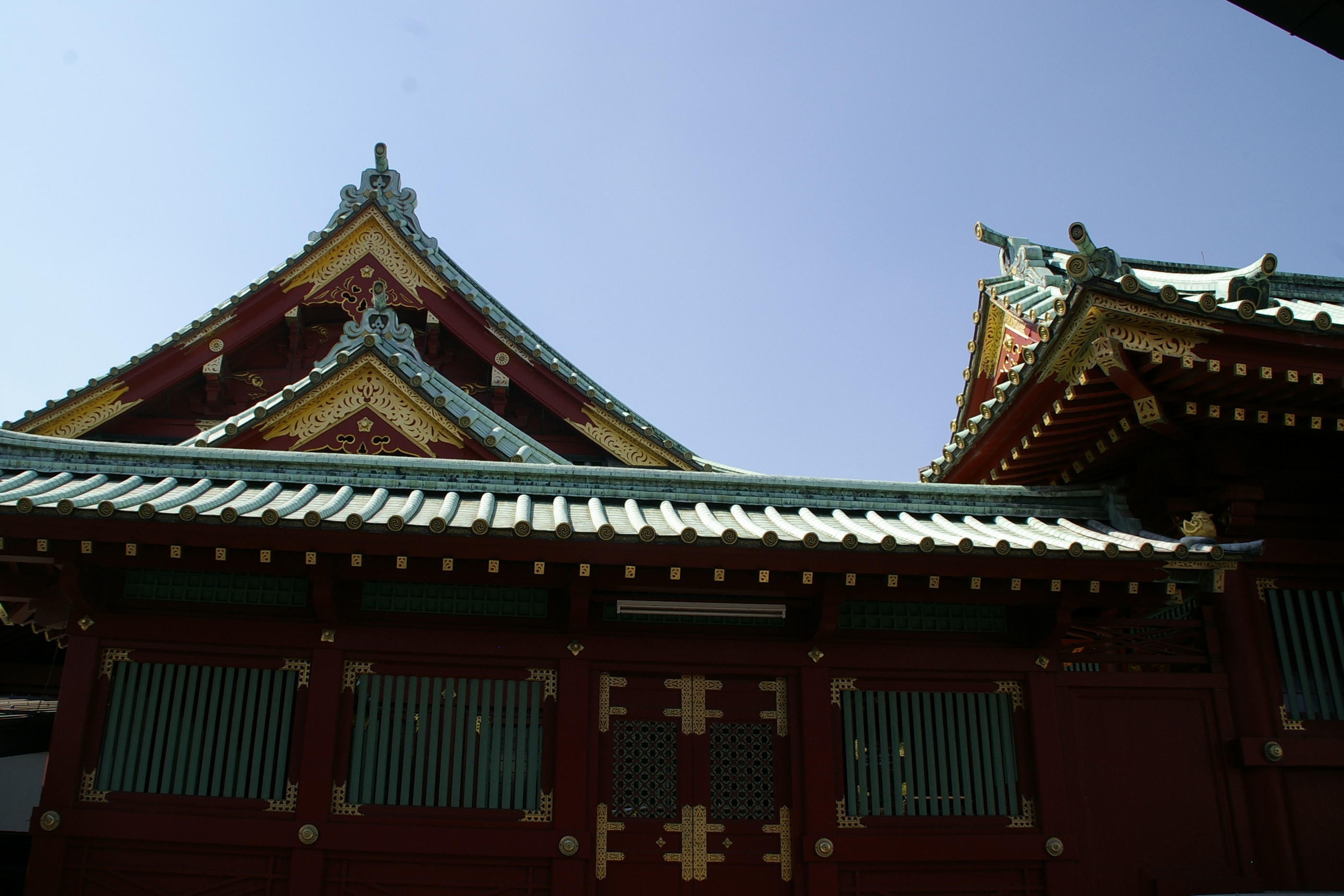
Details der Dachkonstruktion
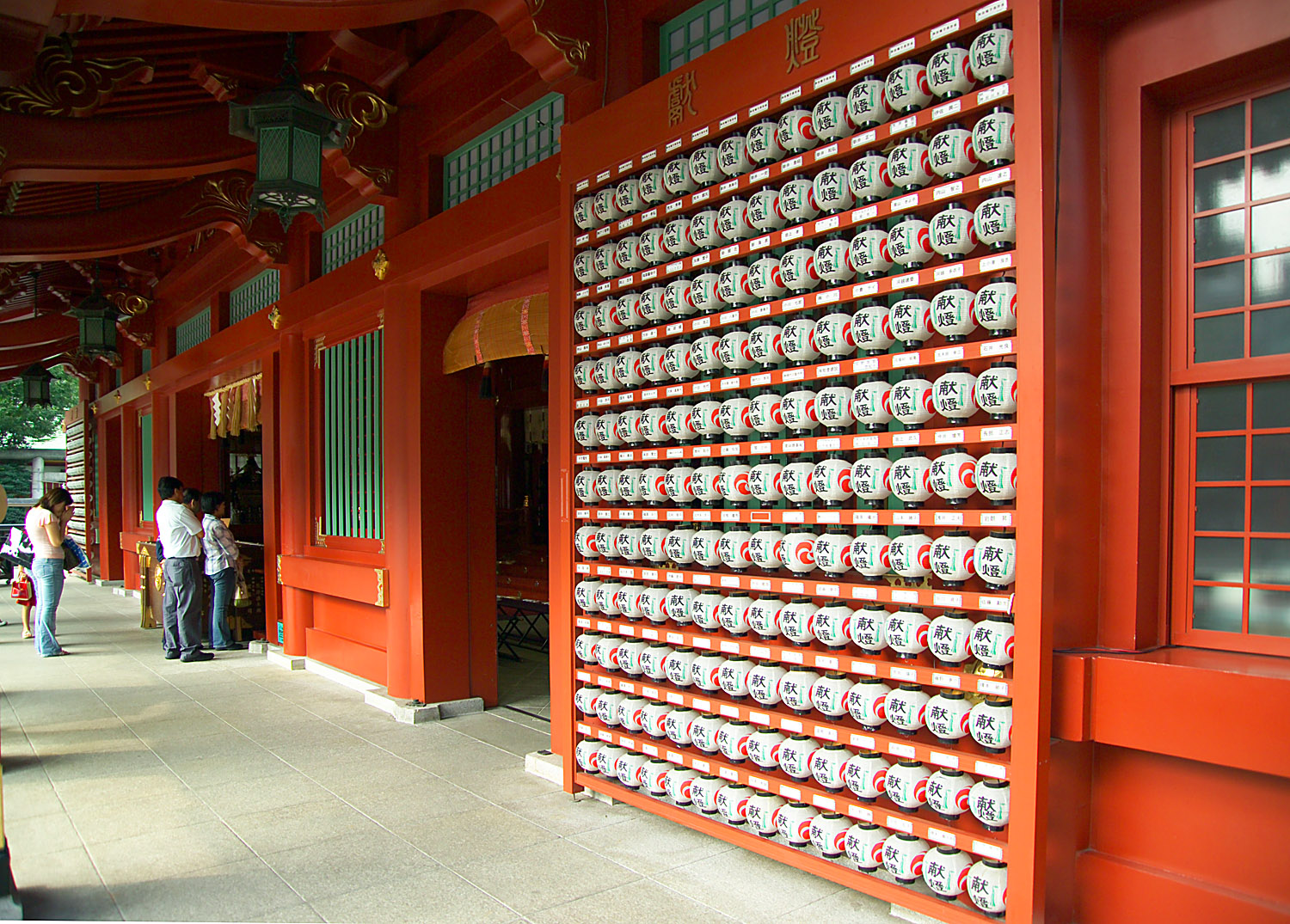
Papierlaternen
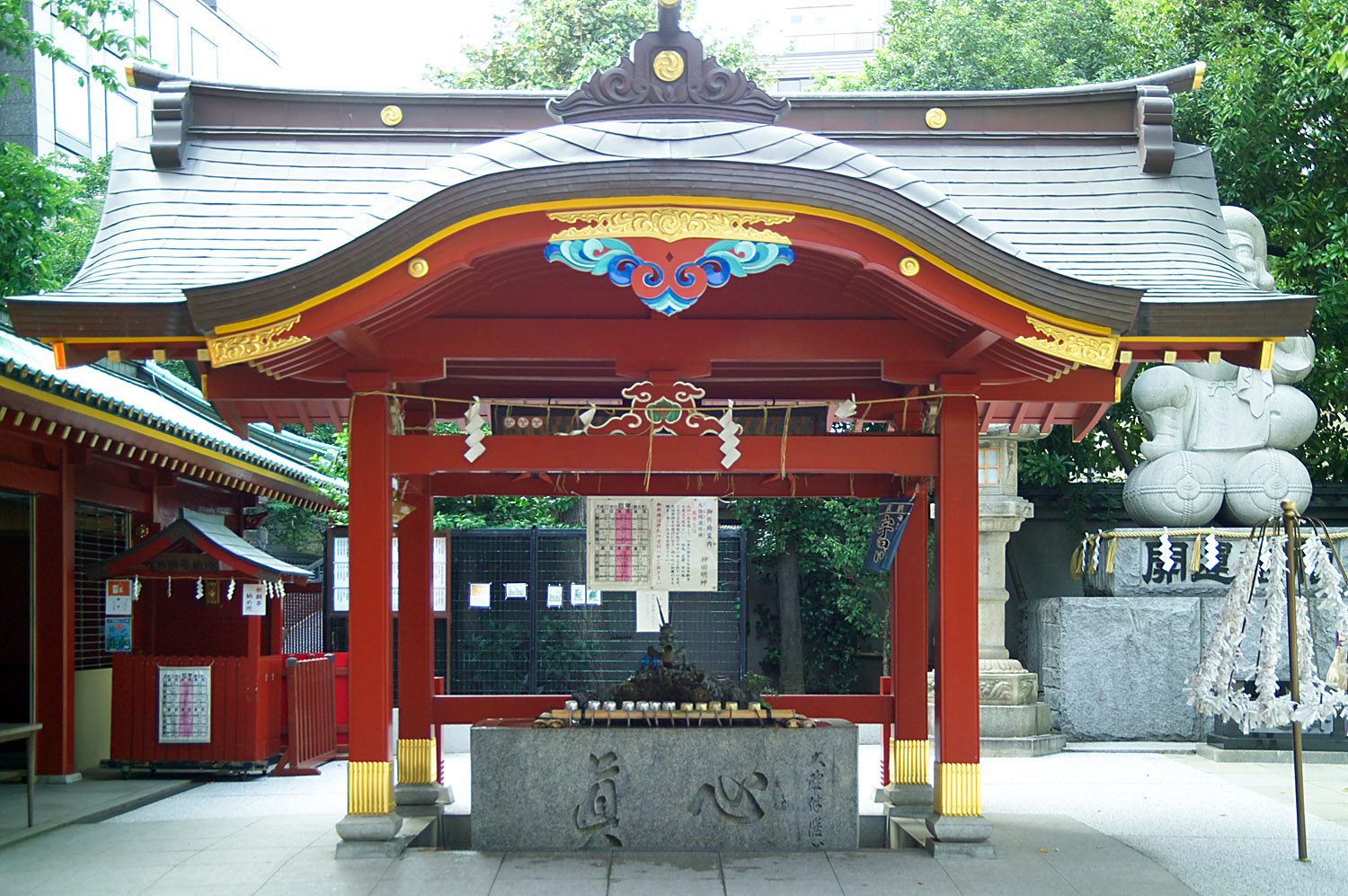
Chōzuya-Pavillon
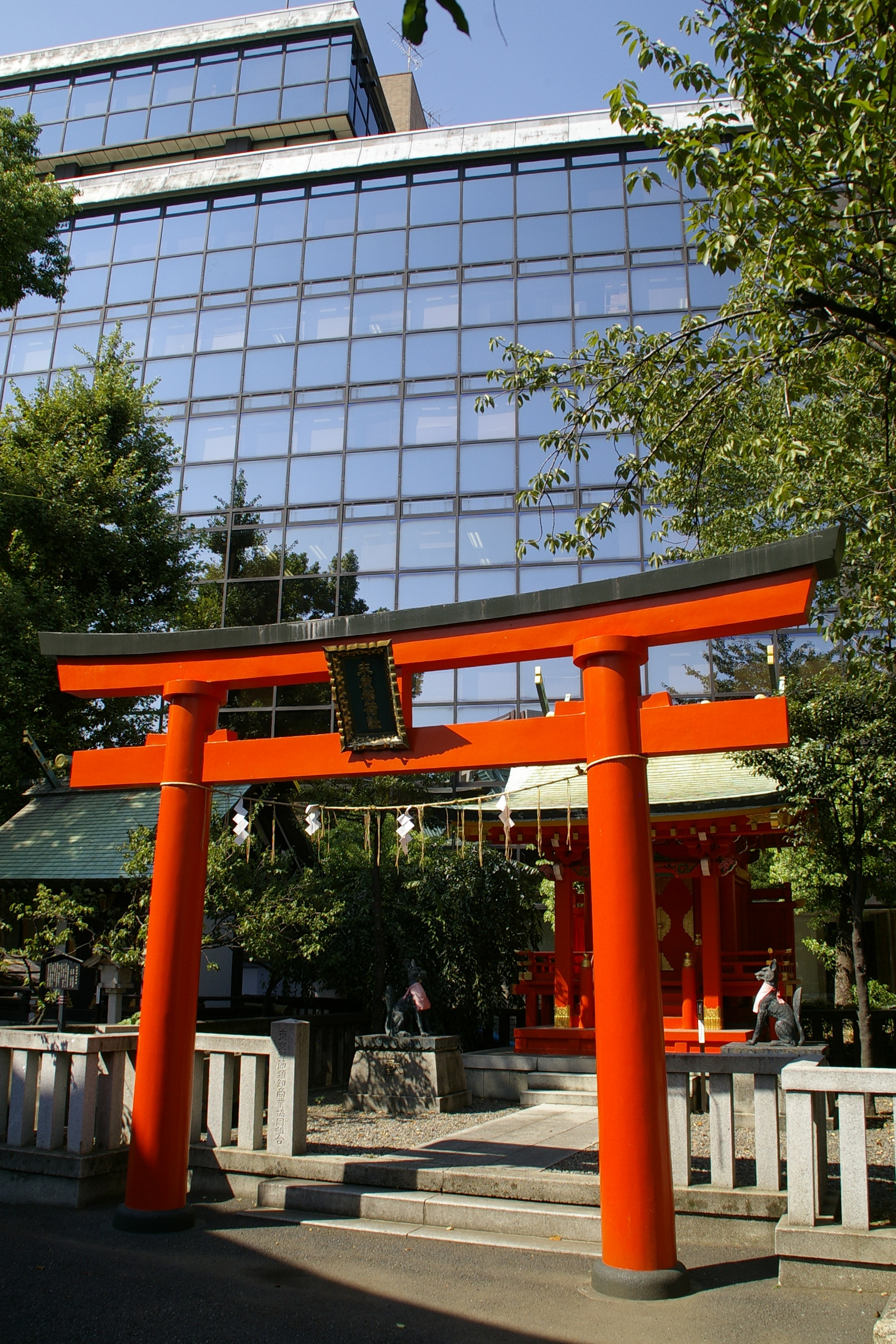
Kanda Myōjin Suehiro Inari Jinja

## Lage
Das Schreingelände liegt in einem Dreieck, das von Hongo-Dori (bzw. Nationalstraße 17), Kuramaehashidori der Bundesstraße 452 gebildet wird. Der Haupteingang ist im Südwesten des Geländes an der Straße 17 und liegt dem Tempel Yushima Seido gegenüber. Weitere Zugänge sind im Osten über eine der kleinen Nebenstraßen der Straße 452 und im Nordwesten kurz unterhalb der Kuramaehashidori.
Die dichteste U-Bahn-Station ist Suehiro-chō der Ginza-Line. Akihabara ist die nächstgelegene Station der Yamanote-Linie. Ein weiter Verkehrsknoten nahebei ist die Station Ochanomizu.